# Канно, Ёко
Ёко Канно (яп. 菅野 洋子 Канно Ё:ко, род. 18 марта 1963) — композитор, аранжировщик, клавишник и музыкант, одна из самых известных композиторов Японии. Она родилась в Сендае, административном центре префектуры Мияги. Известна прежде всего как создатель музыки к компьютерным играм, аниме, телевизионным сериалам и рекламным роликам. Также является музыкальным продюсером ряда популярных японских исполнителей поп-музыки, таких как Маая Сакамото. Meow on the Bridge (музыкальный офис) и Captain Duckling Records (музыкальный лейбл).
Хелен Маккарти в книге «500 важнейших аниме» называет её «лучшим аниме-композитором» своего времени.

## Биография
Ёко Канно родилась 18 марта 1963 в Сендай, в префектуре Мияги. Сочинять музыку и играть на музыкальных инструментах она начала в 3 года, а ко времени окончания школы уже в достаточной степени владела музыкальными инструментами и стилями. В ранние годы она участвовала во многих музыкальных конкурсах, в которых занимала призовые места. Некоторые считали ее вундеркиндом. Однако в средней и старшей школе Ёко Канно больше интересовалась литературой, нежели музыкой. Она поступила в Университет Васэда и окончила его со специализацией по литературе, но в свободное время она уделяла время и музыке, участвуя в различных музыкальных мероприятиях и играя с разными музыкальными коллективами, включая Tetsu 100%.
Профессиональную карьеру музыканта Ёко Канно начала в 1987 году, когда устроилась на работу в компании Koei. Там ей предложили сочинить музыку для игр, а Канно ещё училась в университете. Игра Nobunaga's Ambition, к которой она написала музыку, оказалась крайне успешной; таким образом был дан старт её карьере.
Первой работой в аниме для неё стал саундтрек к OVA и фильму «Макросс Плюс», после написания которого она уволилась из Koei и начала самостоятельную музыкальную деятельность.
В 1999 году саундтрек Cowboy Bebop получил премию Japan Gold Disc Awards в категории «Анимационный альбом года».

## Популярные произведения
Самые популярные музыкальные композиции Ёко Канно — «Tank!» и «Rush» (Cowboy Bebop), «Voices» («Макросс Плюс»), «Dance of Curse» (The Vision of Escaflowne), а также «Gravity» («Волчий дождь»). Она возглавляет группу The Seatbelts, созданную с единственной целью — запись саундтрека для Cowboy Bebop. Ею также написана музыка к аниме-сериалу «Призрак в доспехах: Синдром одиночки» и полнометражному сиквелу Ghost in the Shell: Stand Alone Complex Solid State Society, в том числе две вступительные песни («Inner Universe» и «Rise») и композиция «Player» (совместно с японской группой Heartsdales) и заключительная песня «Date of rebirth» в Ghost in the Shell: S.A.C. Solid State Society, исполненные певицей Ольгой Яковлевой, с которой Канно много работала.
Помимо аниме и игр, Канно сочиняет музыку для кинофильмов и телевизионной рекламы на студии Grand Funk Inc.

## Габриэла Робин
Долгое время предполагали, что под именем часто приглашаемой для исполнения её песен певицы Габриэлы Робин скрывается сама композитор. 7 июля 2009 года на концерте «The Seatbelts» Канно в качестве вокалиста исполнила композицию Габриэлы Робин «Moon» из аниме Turn A Gundam, подтвердив слухи.

## Личная жизнь
Канно была замужем за композитором и виолончелистом Хадзимэ Мидзогути, с которым она совместно работала над саундтреками к аниме «Please Save My Earth» и «Escaflowne». В 2007 году они развелись.

## Характерные черты
Канно известна прежде всего как автор джазовой музыки, которую можно встретить во многих работах композитора («Tank!» — Cowboy Bebop, Highheel Runaway — Darker than Black, Ride on Technology — Ghost in the Shell: Stand Alone Complex). Тем не менее, в значительной степени причиной её успеха стала «универсальность» как композитора, Канно обращается к разным музыкальным жанрам, совмещает их и экспериментирует. При этом в её творчестве зачастую присутствуют шуточные композиции, что стало в своем роде фирменным стилем Канно. Эти мелодии, как правило, обладают нарочито «игрушечным» звучанием, а вокальные партии стилизуются под детское исполнение. Наиболее ярко этот стиль выражен в песнях «AI Sensha Tachikomas» (Ghost in the Shell: Stand Alone Complex), «Sasurai no Cowboy» — Cowboy Bebop, «Neko no Kimochi» — Escaflowne. Третий диск компиляции Space Bio Charge, обозначенный самой Ёко как «Личный», целиком состоит из подобных композиций.
Помимо этого в творчестве Канно довольно сильно ощущается влияние традиционной английской рок-музыки.
В аниме Cowboy Bebop она не получала никаких указаний от Синъитиро Ватанабэ. Ёко просто создала все музыкальные композиции, а затем режиссёр и производственная команда собрали их и включили в сериал. Такой же подход использовал Эннио Морриконе, когда работал над вестернами. В новой адаптации для Netflix пришлось смотреть отснятый материал, чтобы определить, где поставить музыку. Сценарий Канно получила в 2018 году. Первая реакция — удивление. Однако запись началась в апреле 2021 года, сроки оказались сжатыми. Из оригинального саундтрека взята только десятая часть. Увиденные кадры заставили перейти от джаза к ска и дабу. Процесс оказался тяжёлым — каждый трек за один дубль, затем добавление звуковых эффектов. Повезло с тем, что музыканты старого состава не были слишком заняты — много концертов отменили из-за пандемии COVID-19. Сессия в Японии заняла 4,5 месяца. Цифровая среда поставила сложную задачу. Раньше, чтобы выразить море, нужно было сходить туда, ощутить волны и погрузиться в атмосферу. Если у композитора нет живой обратной связи, то мотивация резко падает, она чувствует разочарование и неудовлетворённость, оторванность от Земли. У Спайка тоже есть это: «Не думай, не чувствуй».

## Дискография

### Сольные альбомы
| Дата            | Название                       |
| --------------- | ------------------------------ |
| 1 января, 1998  | Song to fly                    |
| 22 мая, 2002    | 23-Ji no Ongaku                |
| 2 мая, 2008     | CM Yoko                        |
| 22 апреля, 2009 | CM Yoko 2                      |
| 27 мая, 2009    | Space Bio Charge               |
| 8 июня, 2011    | Yoko Kanno produce Cyber Bicci |

### Аниме
| Название                                              | Год       | Примечание                                                |
| ----------------------------------------------------- | --------- | --------------------------------------------------------- |
| Please Save My Earth                                  | 1994      | Композитор (совместно с Хадзимэ Мидзогути)                |
| Макросс Плюс                                          | 1994      | Композитор                                                |
| Воспоминания о будущем: Магнитная роза                | 1996      | Композитор                                                |
| The Vision of Escaflowne                              | 1996      | Композитор (совместно с Хадзимэ Мидзогути)                |
| Noiseman Sound Insect                                 | 1997      | Композитор                                                |
| Record of Lodoss War: Chronicles of the Heroic Knight | 1998      | Композитор вступительной композиции                       |
| Macross Dynamite 7                                    | 1998      | Композитор «Angel Voice»                                  |
| Cowboy Bebop                                          | 1998      | Композитор                                                |
| Cardcaptor Sakura                                     | 1998      | Композитор вступительной композиции (TV)                  |
| Brain Powerd                                          | 1998      | Композитор                                                |
| Turn A Gundam                                         | 1999      | Композитор                                                |
| Dai-Guard                                             | 1999      | Композитор заключительной композиции                      |
| Jin-Roh                                               | 1999      | Клавишник                                                 |
| Escaflowne: The Movie                                 | 2000      | Композитор (совместно с Иноном Зуром и Хадзимэ Мидзогути) |
| Earth Girl Arjuna                                     | 2001      | Композитор                                                |
| Cowboy Bebop: The Movie                               | 2001      | Композитор Клавишник The Seatbelts                        |
| RahXephon                                             | 2002      | Композитор вступительной композиции (TV и OVA)            |
| Ghost in the Shell: Stand Alone Complex               | 2002      | Композитор                                                |
| Волчий дождь                                          | 2003      | Композитор (TV и OVA)                                     |
| Призрак в доспехах: Синдром одиночки 2nd GIG          | 2004      | Композитор                                                |
| Акварион                                              | 2005      | Композитор (совместно с Хогари Хисааки)                   |
| Обан: звёздные гонки                                  | 2006      | Композитор вступительной и заключительной композиций      |
| Ghost in the Shell: S.A.C. Solid State Society        | 2006      | Композитор                                                |
| Darker than Black: Kuro no Keiyakusha                 | 2007      | Композитор                                                |
| Genius Party                                          | 2007      | Композитор «Baby Blue»                                    |
| Genesis of Aquarion OVA                               | 2007      | Композитор                                                |
| Макросс Фронтир                                       | 2008-2010 | Композитор                                                |
| Ring of Gundam                                        | 2009      | Композитор                                                |
| Акварион ТВ-2                                         | 2012      | Композитор                                                |
| Sakamichi no Appolon / Kids on the Slope              | 2012      | Композитор                                                |
| Space Dandy                                           | 2014      | Композитор                                                |
| Space Dandy ТВ-2                                      | 2014      | Композитор                                                |
| Zankyou no Terror / Резонанс ужаса                    | 2014      | Композитор                                                |
| Macross Frontier Film Short: Labyrinth of Time        | 2021      | Композитор заглавной песни                                |

### Видеоигры
| Название                             | Год выпуска | Платформа               | Примечание |
| ------------------------------------ | ----------- | ----------------------- | ---------- |
| Romance of the Three Kingdoms        | 1985        | PC-8801, Sharp X1, FM-7 | Композитор |
| Nobunaga’s Ambition Zenkokuban       | 1986        | PC-8801, PC-9801, etc.  | Композитор |
| Genghis Khan                         | 1987        | PC-8801, PC-9801        | Композитор |
| Nobunaga’s Ambition Sengoku Gunyūden | 1988        | PC-8801, PC-9801        | Композитор |
| Ishin No Arashi                      | 1989        | PC-9801                 | Композитор |
| Uncharted Waters                     | 1990        | PC-8801, PC-9801        | Композитор |
| Nobunaga’s Ambition Bushō Fuunroku   | 1990        | PC-9801                 | Композитор |
| Nobunaga’s Ambition Haōden           | 1992        | PC-9801                 | Композитор |
| Uncharted Waters 2: New Horizons     | 1993        | PC-9801                 | Композитор |
| Nobunaga’s Ambition Tenshōki         | 1994        | PC-9801                 | Композитор |
| Napple Tale: Arsia in Daydream       | 2000        | Dreamcast               | Композитор |
| Cowboy Bebop                         | 2001        | PlayStation             | Композитор |
| Cowboy Bebop: Tsuitou no Yakyoku     | 2005        | PlayStation 2           | Композитор |
| Ragnarok Online 2                    | 2012        | MS Windows              | Композитор |
| Ragnarok Online 2                    | TBA         | MS Windows              | Композитор |

### Кино
| Название                                     | Год  | Примечание |
| -------------------------------------------- | ---- | ---------- |
| Yamato Takeru                                | 1994 | Композитор |
| Asalto                                       | 1996 | Композитор |
| Boku wa benkyo ga dekinai (I Can’t Study)    | 1996 | Композитор |
| Natsu jikan no otonatachi                    | 1997 | Композитор |
| Tokyo. Sora                                  | 2002 | Композитор |
| Mizu no onna                                 | 2002 | Композитор |
| 03 +                                         | 2003 | Композитор |
| Shimotsuma monogatari (Kamikaze Girls)       | 2004 | Композитор |
| Ashurajo No Hitomi (Blood Gets in Your Eyes) | 2005 | Композитор |
| Su-ki-da                                     | 2005 | Композитор |
| Honey and Clover                             | 2006 | Композитор |
| Elegant World (The Show Must Go On)          | 2007 | Композитор |
| Say Hello!                                   | 2007 | Композитор |
| Surely Someday                               | 2010 | Композитор |
| Наша младшая сестрёнка                       | 2015 | Композитор |
| Ковбой Бибоп                                 | 2021 | Композитор |